# Kureküla
Kureküla – wieś w Estonii, w prowincji Tartu, w gminie Elva.